# Шнайдер, Кристоф
Кристоф «Doom» Шнайдер (нем. Christoph Schneider; 11 мая 1966 года, Восточный Берлин, ГДР) — немецкий рок-музыкант, по прозвищу «Doom», наиболее известен как барабанщик индастриал-метал-группы Rammstein.

## Биография
Кристоф Шнайдер родился 11 мая 1966 года в берлинском округе Панков в Восточной Германии. Отец — Мартин Шнайдер — был постановщиком, оперным режиссёром и преподавателем в университете искусств Берлина, мать — преподавателем музыки в консерватории Hanns Eisler. В семье было два ребёнка. Сестра Шнайдера Констанс, на два года моложе его, в первое время существования Rammstein шила вместе с ним костюмы для малоизвестной тогда группы.
Увлечение музыкой началось с того, что родители Кристофа захотели, чтобы их сын стал музыкантом, и отдали его в музыкальную школу. Там ему были предложены на выбор труба, кларнет и тромбон. Он остановил свой выбор на трубе. Однако его всегда завораживала игра ударников. И он занялся игрой на барабанах самостоятельно, сначала на самодельной установке, сделанной из консервных банок и вёдер, а позже, в 14 лет, он купил свою первую установку. После чего родители, сторонники классической музыки, ранее активно сопротивлявшиеся его переходу к ударным, успокоились и практически одобрили увлечение сына. Свою профессиональную деятельность Шнайдер начал в дворовых группах, где выступал вместе с друзьями. Кристоф попытался профессионально обучиться игре на барабанах, но провалил вступительный тест. С ударными он справился, а вот фортепиано, пение и нотная грамота его подвели. Таким образом, не получив должного образования, Шнайдер самостоятельно обучился игре на ударных, ориентируясь на любимую музыку.
В 1984 году Кристоф, единственный из участников Rammstein, проходил службу в армии. Вернувшись из армии, работал в телекоммуникационной компании, разнорабочим, два года был грузчиком на горной метеостанции. Вернувшись к музыке, играл на барабанах в группах Keine Ahnung, Frechheit, Die Firma, в которой играл вместе с Рихардом Круспе, а также Feeling B. Там он познакомился с Паулем Ландерсом и Кристианом Лоренцем, будущими согруппниками по Rammstein.

## Личная жизнь
Кристоф Шнайдер негативно относится к собственному имени, предпочитая, чтобы его называли по фамилии или использовали прозвище англ. Doom — «рок, гибель, судьба, фатум».
По словам Шнайдера, когда необходимо было подобрать броское имя для агентства («Кристоф Шнайдер» — сочли слишком распространённым), тогда Пауль Ландерс, «мозг» коллектива, предложил добавить к имени ударника Doom, по названию любимой всеми участниками Rammstein игры. Шнайдер не возражал.
В 2014 женился на немецком психологе Ульрике Шмид. Пара имеет 3 детей (род. в 2013, 2015 и 2020).

## Оборудование
- Тарелки Sabian[1]
- Тарелки Meinl серий Soundcaster Custom и Byzance (использовал до 2009)[2]
- Ударная установка Sonor (до 2017 года)
- Ударная установка DW Collector’s Series Jazz kit[3]
- Барабанные палочки Vic Firth SCS (Christoph Schneider)[4]
- Педали
- Микрофоны
- Перкуссивный проигрыватель семплов Roland SPD-SX

## Дискография
Rammstein
- Herzeleid (Motor Music , 25 сентября 1995)
- Sehnsucht (Motor Music , 22 августа 1997)
- Mutter (Motor Music , 2 апреля 2001)
- Reise, Reise (Motor Music , 27 сентября 2004)
- Rosenrot (Motor Music , 28 октября 2005)
- Liebe ist für alle da (Motor Music , 16 октября 2009)
- Made in Germany 1995–2011 (Universal Vagrant, 2 декабря 2011)
- Rammstein (Universal Music Group, 17 мая 2019)
- Zeit (Universal Music Group, 29 апреля 2022)

Feeling B
- Wir kriegen euch alle (1991)
- Die Maske des Roten Todes — (1993)

## Видеография
- 1998 — Family Values Fall Tour '98
- 1999 — Live aus Berlin (VHS/DVD)
- 1999 — Пола Икс (в роли музыканта)
- 2001 — Letadlo — эпизод (играет самого себя)
- 2002 — Три икса (играет самого себя)
- 2003 — Industrial Angels (играет самого себя)
- 2003 — Lichtspielhaus (VHS/DVD)
- 2006 — Anakonda im Netz
- 2006 — Völkerball (DVHS/DVD)
- 2009 — Drum channel
- 2010 — Interview with Schneider in Québec City
- 2015 — Rammstein In Amerika (DVD)
- 2017 — Rammstein: Paris (DVD/Blu-Ray)